# Kambalnyj
Kambalnyj (ros. Камбальный) – wulkan w azjatyckiej części Rosji, leżący na obszarze Kamczatki; zaliczany do stratowulkanów. Leży na południowym krańcu półwyspu, wysokość wynosi 2156 m n.p.m. Znajduje się na terenie Rezerwatu przyrody „Jużno-Kamczatskij”.
24 marca 2017, po długim okresie uśpienia, miała miejsce erupcja, po której jego aktywność obniżyła się. Brak jest dokładnych danych dotyczących poprzednich erupcji, przypuszczalnie do wybuchu doszło w roku 1350.